# Dianthus sinaicus
Dianthus sinaicus är en nejlikväxtart som beskrevs av Pierre Edmond Boissier. Dianthus sinaicus ingår i släktet nejlikor, och familjen nejlikväxter. Inga underarter finns listade i Catalogue of Life.